# Chiri Yukie

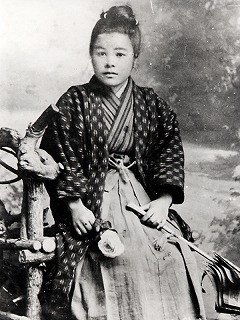
Chiri Yukie

Chiri Yukie (japanisch 知里 幸恵; geboren 8. Juni 1903 in Noboribetsu (Hokkaidō); gestorben 18. September 1922)  war eine japanische Linguistin und Volkskundlerin. Sie ist bekannt als Übersetzerin und Sammlerin mündlich tradierter Ainu-Erzählungen (Yūkar).

## Leben und Schaffen

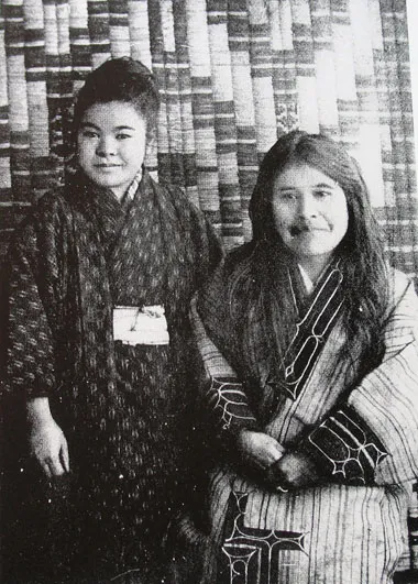
Chiri Yuki und ihre Tante Imekanu

Chiri wurde 1903 als Tochter von Takayoshi (1884–1961) und Nami (1879–1964) im Landkreis Horobetsu, ca. 100 km südlich von Sapporo, geboren. Mit sechs Jahren musste sie zu ihrer Tante Matsu Kannari (Ainu-Name: Imekanu) in die Sondergemeinde (Buraku) Chikapuni-kontan (近文コタン, jap. Chikabumi, heute in Asahikawa) ziehen. Die offizielle Regierungspolitik jener Zeit betrachtete die Ainu, die authochtone Bevölkerung Hokkaidōs, insbesondere wegen ihres Bärenkultes als rückständige Ethnie. Die Regierung verfolgte daher eine Politik der strikten Assimilation und Anpassung an die japanische Lebensweise. Im Buraku besuchte Chiri zunächst eine japanische Grundschule, schloss dann jedoch an einer eigens für Ainu eingerichteten Grundschule ab. Aufgrund ihrer guten Leistungen hatte sie sich als erstes Ainu-Mädchen automatisch für eine weiterführende Schule qualifiziert, doch die japanische Berufsschule für Frauen lehnte sie ab.
Ihre Tante Imekanu lebte zusammen mit ihrer betagten Mutter Monashinōku, einer Yūkar-Erzählerin, die nur wenig Japanisch sprach. Chiri traf im Alter von 15 Jahren den Linguisten und Volkskundler Kyōsuke Kindaichi, der durch Hokkaidō reiste, um Ainu-Erzählungen zu sammeln und der seine Tante und deren Mutter besuchte. Chiri beschloss daraufhin Yūkar zu sammeln und zu übersetzen. Kyōsuke schickte ihr aus Tokio Notizbücher, in die Chiri die Kamuy-Yūkar-Erzählungen in Rōmaji eintrug und anschließend übersetzte.
Gerade als Chiri ihre erste Anthologie Ainu Shinyōshū (etwa: „Sammlung von Ainu-Mythen“) fertiggestellt hatte, starb sie am Tag darauf mit nur 19 Jahren an einem Herzinfarkt.

## Nachlass und Folgen
Chiris Buch wurde ein Jahr nach ihrem Tod 1923 von Kunio Yanagita herausgegeben und veröffentlicht. Obwohl das gesamte Buch, inklusive des Vorworts von Chiri geschrieben ist, wird ihr Name an keiner Stelle erwähnt. Das Buch führte zu einer Neubewertung und Aufwertung der Ainu-Kultur und ist bis heute eine der maßgeblichen Yūkar-Quellen. Ihr jüngerer Bruder Mashiho befasste sich ebenfalls mit der Ainu-Kultur und erhielt einen Lehrstuhl.
1990 wurden auf Betreiben von Kazuko Arai, die eine Spendensammlung initiierte, in der städtischen Mittelschule Ashikawa ein Gedenkraum und eine Stele zur Erinnerung an Chiri Yukie, ihre Tante und deren Großmutter eingerichtet. Alljährlich findet dort am Geburtstag Chiris eine Gedenkfeier statt.
2003 wurde anlässlich des 100. Geburtstags von Chiri in Noboribetsu eine Fund-Raising eingerichtet, um eine Gedenkstätte, die Chiri Yukie Gin no shizuku kinenkan (知里幸恵　銀のしずく記念館館, etwa: „Chiri-Yukie-Gedenkstätte Silberne Tropfen“) zu bauen. Die Gedenkstätte wurde im September 2010 eröffnet. 2006 erschien eine französische Ausgabe ihres Buches bei Gallimard. In diesem Jahr besuchten Yūko Tsushima und Jean-Marie Gustave Le Clézio Chiris Grab. 2008 widmete NHK Chiri in der Reihe Sono toki rekishi ga ugoita (その時歴史が動いた) einen Beitrag.

## Werke
- 1923 Ainu shinyōshū (アイヌ神謡集), Kyōdo Kenkyū (Zeitschrift für japanische Volks- und Heimatkunde)
- 1982–86 Chiri Yukie nōto (知里幸恵ノート)
- 1984 Gin no shizuku Chiri Yukie ikō (銀のしずく 知里幸恵遺稿), Verlag Sōfūnkan
- 1999 Ainu shinyōshū nōto-han (アイヌ神謡集 ノート版), Hrsg. Kitamichi Kunihiko
- 2003 Ōkami piitonton (おおかみピイトントン！), Bilderbuch (Ehon) illustriert vom Manga-Artist Takao Yokoyama[Anm. 3] und Chiri Shinsha
- 2003 Gin no shizuku ranran (銀のしずくランラン…), Bilderbuch illustriert von Takao Yokoyama und Chiri Shinsha
- 2005 Kitsune no haikuntereke (きつねのハイクンテレケ), Bilderbuch illustriert von Takao Yokoyama und Chiri Shinsha